# نفتومایسین آ
نفتومایسین آ(به انگلیسی: Naphthomycin A) نوعی نفتومایسین است . این ماده به عنوان یک رنگدانه زرد از Streptomyces collinus استخراج می‌شود و فعالیت‌های ضد باکتریایی، ضد قارچی و ضد توموری از خود نشان می‌دهد.